# Patrick Pugliese
Patrick „Rick“ Pugliese (* 30. Oktober 1952 in Hamilton, Ontario; † 18. August 2020 ebenda) war ein kanadischer Wasserballspieler.

## Karriere
Patrick Pugliese nahm mit der Kanadischen Wasserballnationalmannschaft an den Olympischen Sommerspielen 1972 in München und 1976 in Montreal teil. 1972 erreichte das Team Rang 16 und vier Jahre später belegte es den neunten Platz.